# Industriebahn Tegel–Friedrichsfelde
| Karte von 1914 |                                                     |                                                             |                                                             |
| Streckennummer (DB): | 6535 (Nordost–Blankenburg) 6550 (Blankenburg–Tegel) |                                                             |                                                             |
| Spurweite: | 1435 mm (Normalspur)                                |                                                             |                                                             |
| |                                                     |                                                             |                                                             |
| \| \| \| Wriezener Bahn von Berlin Magerviehhof / Berlin-Lichtenberg \| \| \| \| \| Wriezener Bahn nach Werneuchen \| \| \| \| 0,8 \| Berlin-Friedrichsfelde Industriebahn \| Berlin-Friedrichsfelde Industriebahn \| \| \| \| von Berlin Nordost \| \| \| \| 2,6 \| Berlin-Hohenschönhausen Gbf \| Berlin-Hohenschönhausen Gbf \| \| \| 6,5 \| Berlin-Weißensee \| Berlin-Weißensee \| \| \| 8,5 \| Berlin-Heinersdorf \| Berlin-Heinersdorf \| \| \| \| nach Berlin-Blankenburg \| \| \| \| \| Stettiner Bahn \| \| \| \| \| \| \| \| \| \| Panke \| \| \| \| \| \| \| \| \| \| Berlin-Niederschönhausen \| \| \| \| 12,0 \| Berlin-Buchholz \| Berlin-Buchholz \| \| \| \| \| \| \| \| 13,3 \| Berlin-Nordend \| Berlin-Nordend \| \| \| \| Nordgraben \| \| \| \| 15,0 \| Berlin-Rosenthal \| Berlin-Rosenthal \| \| \| \| Heidekrautbahn \| \| \| \| \| ehemalige Grenze Ost-Berlin / West-Berlin \| \| \| \| \| Heidekrautbahn von Berlin-Rosenthal \| \| \| \| 16,9 \| Berlin-Lübars \| Berlin-Lübars \| \| \| \| Berliner Nordbahn \| \| \| \| 19,2 \| Berlin-Wittenau \| Berlin-Wittenau \| \| \| \| Kremmener Bahn nach Berlin-Tegel \| \| \| \| \| Kremmener Bahn \| \| \| \| \| von Berlin-Tegel \| \| \| \| 22,8 \| Berlin-Tegel Hafen \| Berlin-Tegel Hafen \| |                                                     |                                                             |                                                             |
| Strecke (außer Betrieb) |                                                     | Wriezener Bahn von Berlin Magerviehhof / Berlin-Lichtenberg | Wriezener Bahn von Berlin Magerviehhof / Berlin-Lichtenberg |
| Abzweig geradeaus und nach rechts (Strecke außer Betrieb) |                                                     | Wriezener Bahn nach Werneuchen                              | Wriezener Bahn nach Werneuchen                              |
| Dienststation / Betriebs- oder Güterbahnhof (Strecke außer Betrieb) | 0,8                                                 | Berlin-Friedrichsfelde Industriebahn                        | Berlin-Friedrichsfelde Industriebahn                        |
| Abzweig geradeaus und von rechts (Strecke außer Betrieb) |                                                     | von Berlin Nordost                                          | von Berlin Nordost                                          |
| Dienststation / Betriebs- oder Güterbahnhof (Strecke außer Betrieb) | 2,6                                                 | Berlin-Hohenschönhausen Gbf                                 | Berlin-Hohenschönhausen Gbf                                 |
| Dienststation / Betriebs- oder Güterbahnhof (Strecke außer Betrieb) | 6,5                                                 | Berlin-Weißensee                                            | Berlin-Weißensee                                            |
| Dienststation / Betriebs- oder Güterbahnhof (Strecke außer Betrieb) | 8,5                                                 | Berlin-Heinersdorf                                          | Berlin-Heinersdorf                                          |
| Abzweig geradeaus und nach rechts (Strecke außer Betrieb) |                                                     | nach Berlin-Blankenburg                                     | nach Berlin-Blankenburg                                     |
| Kreuzung geradeaus unten (Strecke geradeaus außer Betrieb) |                                                     | Stettiner Bahn                                              | Stettiner Bahn                                              |
| Verschwenkung von links (Strecke außer Betrieb) |                                                     |                                                             |                                                             |
| Brücke über Wasserlauf (Strecke außer Betrieb) |                                                     | Panke                                                       | Panke                                                       |
| Strecke (außer Betrieb) |                                                     |                                                             |                                                             |
| Strecke (außer Betrieb) · Dienststation / Betriebs- oder Güterbahnhof (Strecke außer Betrieb) |                                                     | Berlin-Niederschönhausen                                    | Berlin-Niederschönhausen                                    |
| Dienststation / Betriebs- oder Güterbahnhof (Strecke außer Betrieb) · Strecke (außer Betrieb) | 12,0                                                | Berlin-Buchholz                                             | Berlin-Buchholz                                             |
| Verschwenkung nach links (Strecke außer Betrieb) · Verschwenkung nach rechts (Strecke außer Betrieb) |                                                     |                                                             |                                                             |
| Dienststation / Betriebs- oder Güterbahnhof (Strecke außer Betrieb) | 13,3                                                | Berlin-Nordend                                              | Berlin-Nordend                                              |
| Brücke über Wasserlauf (Strecke außer Betrieb) |                                                     | Nordgraben                                                  | Nordgraben                                                  |
| Dienststation / Betriebs- oder Güterbahnhof (Strecke außer Betrieb) | 15,0                                                | Berlin-Rosenthal                                            | Berlin-Rosenthal                                            |
| Kreuzung geradeaus oben (Strecke geradeaus außer Betrieb) |                                                     | Heidekrautbahn                                              | Heidekrautbahn                                              |
| Grenze (Strecke außer Betrieb) |                                                     | ehemalige Grenze Ost-Berlin / West-Berlin                   | ehemalige Grenze Ost-Berlin / West-Berlin                   |
| Abzweig geradeaus und von links (Strecke außer Betrieb) |                                                     | Heidekrautbahn von Berlin-Rosenthal                         | Heidekrautbahn von Berlin-Rosenthal                         |
| Dienststation / Betriebs- oder Güterbahnhof (Strecke außer Betrieb) | 16,9                                                | Berlin-Lübars                                               | Berlin-Lübars                                               |
| Kreuzung geradeaus unten (Strecke geradeaus außer Betrieb) |                                                     | Berliner Nordbahn                                           | Berliner Nordbahn                                           |
| Dienststation / Betriebs- oder Güterbahnhof (Strecke außer Betrieb) | 19,2                                                | Berlin-Wittenau                                             | Berlin-Wittenau                                             |
| Abzweig geradeaus und nach links (Strecke außer Betrieb) |                                                     | Kremmener Bahn nach Berlin-Tegel                            | Kremmener Bahn nach Berlin-Tegel                            |
| Kreuzung geradeaus unten (Strecke geradeaus außer Betrieb) |                                                     | Kremmener Bahn                                              | Kremmener Bahn                                              |
| Abzweig geradeaus und von links (Strecke außer Betrieb) |                                                     | von Berlin-Tegel                                            | von Berlin-Tegel                                            |
| Betriebs-/Güterbahnhof Streckenende (Strecke außer Betrieb) | 22,8                                                | Berlin-Tegel Hafen                                          | Berlin-Tegel Hafen                                          |

Die Industriebahn Tegel-Friedrichsfelde ist eine heute stillgelegte und abgebaute Eisenbahnstrecke in Berlin. Die Industrieanschlussbahn führte durch die heutigen Berliner Bezirke Reinickendorf, Pankow, Lichtenberg nach Marzahn-Hellersdorf und verband mehrere Industrieunternehmen mit dem Güterverkehrsnetz.

## Strecke

Reste der Industriebahn im Märkischen Viertel

Die Industriebahn zweigte ursprünglich von der alten Trasse der Wriezener Bahn rund einen Kilometer nördlich des ehemaligen Magerviehhofs in Friedrichsfelde nach Norden ab. Nach 1970 wurde eine Verbindungskurve gebaut, mit dem die Strecke aus Richtung Nordosten vom Güterbahnhof Nordost erreicht wurde. Die Bahn unterquert zunächst die Rhinstraße. Beim Bau dieser Straße 1985 wurde die Brücke über die Strecke noch mitgebaut, obwohl das Ende des Bahnbetriebs schon absehbar war. Etwa anderthalb Kilometer hinter der Brücke befindet sich der Güterbahnhof von Alt-Hohenschönhausen, wo die Strecke vorerst endet.
Im weiteren Verlauf nach Weißensee kreuzte die Strecke nacheinander die Große-Leege-Straße, Konrad-Wolf-Straße, Degnerstraße und Suermondtstraße. Bis auf die Degnerstraße sind die Gleise bereits an allen ehemaligen Bahnübergängen aus der Fahrbahn entfernt. Die darauffolgende langgezogene Kurve entlang des Faulen Sees und der Feldtmannstraße bildet gleichzeitig die Bezirksgrenze zwischen Lichtenberg und Pankow. Entlang des Faulen Sees sind noch vereinzelt Spuren wie Schwellen oder Schotter vorhanden. Auf Höhe der Hansastraße versperren zwei Autohäuser die alte Trasse. Entlang der Feldtmannstraße wurde die alte Trasse mit einer Wohnsiedlung und einer Zufahrtsstraße überbaut.
Hinter der Piesporter Straße ist der eigentliche Verlauf wieder erkennbar, allerdings sind Gleise und Schwellen um 2005 entfernt worden. Somit sind lediglich einige Bahnübergänge erhalten, ein paar davon waren sogar beschrankt. Besondere Beispiele sind die Kreuzungen mit der Straße An der Industriebahn und der Blankenburger Straße, hier wurden Mitte der 1990er Jahre neue Schranken und Signale eingebaut, obwohl die Strecke bereits außer Betrieb war. Die Strecke verlief weiter über den Güterbahnhof Heinersdorf in den Bahnhof Blankenburg der Stettiner Bahn und wurde noch bis Anfang der 1990er Jahre betrieben. Der ehemalige Streckenverlauf westlich der Blankenburger Straße im Ortsteil Heinersdorf ist noch in den 2010er Jahren als Brachland erkennbar. Die Gleisverbindung nach Französisch Buchholz mit dem Abzweig zum Güterbahnhof Niederschönhausen, von wo aus es unter die Stettiner Bahn hindurchging, wurde hingegen bei der Errichtung des Autobahnzubringers Pankow (Bundesautobahn 114) um 1973 unterbrochen. Der Streckenverlauf zwischen Französisch Buchholz und Rosenthal war bereits vorher durch die Einstellung des sektorengrenzüberschreitenden Verkehrs ab 1952 bedeutungslos und etwa mit dem Mauerbau 1961 stillgelegt worden.
Unmittelbar nach Überqueren der Heidekrautbahn erreicht die Strecke den Bezirk Reinickendorf. Von Süden bindet eine Verbindungskurve von der Heidekrautbahn ein, anschließend folgt der Güterbahnhof Lübars. Direkt dahinter befand sich bis in die 1950er Jahre ein Abzweig zu einer Fabrikanlage am heutigen Wilhelmsruher Damm, die sich zwischen dem Eichhorster Weg und der Königshorster Straße befand. Die Strecke kreuzt die Quickborner Straße und führt nördlich am Märkischen Viertel vorbei. Nach Kreuzung der Oranienburger Straße (Bundesstraße 96) unterquert die Strecke die Berliner Nordbahn. Es folgen die Kreuzung mit der Hermsdorfer Straße sowie der heute nicht mehr vorhandene Güterbahnhof Wittenau. Die Strecke erreicht nun den Ortsteil Tegel. Eine Verbindungskurve nach Süden stellte nach Überqueren der Bundesautobahn 111 (unmittelbar auf dem Portal des Tunnels Tegel Ortskern) eine Verbindung zum Bahnhof Tegel an der Kremmener Bahn her. Der verbleibende Abschnitt zum Tegeler Hafen ist unter anderem durch den Bau der A 111 und den Umbau des Gebiets Schloß-/Karolinenstraße nicht mehr zu erkennen.
Zumindest im West-Berliner Teil war die ITF bahnintern weder eine Strecke, noch eine eigenständige Bahn. Das Gleis war ab Bahnhof Tegel bis ans Ende im Märkischen Viertel lediglich ein Bahnhofsanschlussgleis des Bahnhofs Tegel und alle Fahrten auf diesem Gleis im fahrdienstlichen Sinne Rangierfahrten mit einer Höchstgeschwindigkeit von 20 km/h. Die „Bahnhöfe“ waren sämtlich nur Ladestellen des etwa sechs Kilometer entfernten Bahnhofs Tegel.
Der Weißenseer Abschnitt ist seit 2005 abgebaut, die restliche Strecke in Wittenau seit 2006 größtenteils abgebaut. Die freigewordenen Flächen dienen heute anderer Nutzung, entweder als Fußgängerwege oder als Ausstellungsfläche für Autohäuser. Die Brücken über die Panke, den Nordgraben und das Tegeler Fließ sind noch erhalten.

## Geschichte
Um das Berliner Umland für die Gewerbeansiedlung besser zu erschließen, plante der Landkreis Niederbarnim seit 1905 den Bau einer regelspurigen Kleinbahn im Norden und Osten Berlins. Das Kapital brachte der Kreis aus eigener Kraft auf.
Die Strecke wurde in drei Abschnitten in Betrieb genommen:
- 16. Dezember 1907: Friedrichsfelde–Blankenburg
- 17. August 1908: Blankenburg–Lübarser Weg
- 02. November 1908: Lübarser Weg–Tegel Hafen

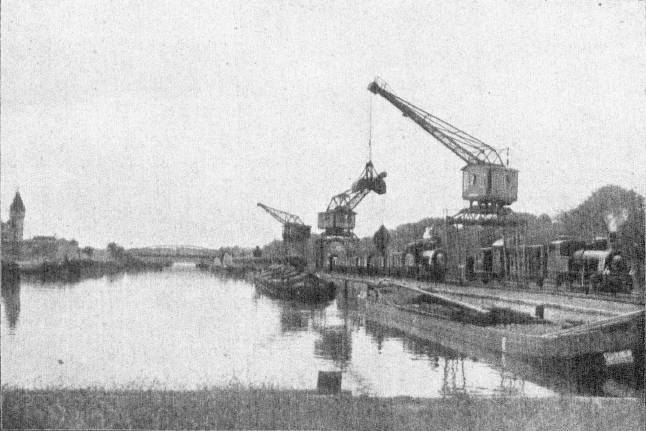
Portalkräne am Tegeler Industriehafen, vor 1914

Die Strecke diente ausschließlich dem Güterverkehr. Dabei war der Tegeler Hafen Verladestation für die Güter, die bis zu den insgesamt über 100 Betrieben entlang der Strecke transportiert wurden. Einzelne Unternehmen hatten hauseigene Anschlüsse, andere wiederum nahmen die Waren an den zehn Güterbahnhöfen entgegen. Aufgrund der Industriebahn siedelten sich weitere Betriebe an, dazu gehörten die Niles-Werke, die 1920 ihre Produktionsstätten von Oberschöneweide nach Weißensee verlegten.
Mit dem Groß-Berlin-Gesetz 1920 wurde ein Teil des Kreises Niederbarnim nach Berlin eingemeindet. Dadurch gehörte die Strecke komplett zu Berlin. Der Kreis hatte kein Interesse mehr an der Bahn und versuchte, seine Anteile an die Stadt Berlin zu verkaufen. Im Jahr 1925 übernahm die mehrheitlich im Besitz der Stadt Berlin befindliche Reinickendorf-Liebenwalde-Groß Schönebecker Eisenbahn-AG die Strecke und den Betrieb, ab 1927 umfirmiert in Niederbarnimer Eisenbahn. Bereits seit Streckeneröffnung bestand eine Verbindungskurve zu der von ihr betriebenen Heidekrautbahn. Die Verbindung nördlich des Bahnhofs Tegel mit der Kremmener Bahn existiert seit 1908.
Nach dem Zweiten Weltkrieg verlor die Bahn an Bedeutung. Der Abschnitt Tegel Hafen–Lübars lag im französischen Sektor, der größere Teil der Strecke im sowjetischen Sektor. Die Sektorengrenze verlief unmittelbar westlich der Kreuzung mit der Heidekrautbahn. Ab 1. Januar 1950 bekam die Deutsche Reichsbahn die Betriebsrechte auf dem im sowjetischen Sektor liegenden Teil der Strecke. Im Jahr 1952 wurde der Verkehr über die Sektorengrenze eingestellt, die Strecke ging in diesem Bereich (einschließlich des Abzweigs zur Heidekrautbahn) außer Betrieb.

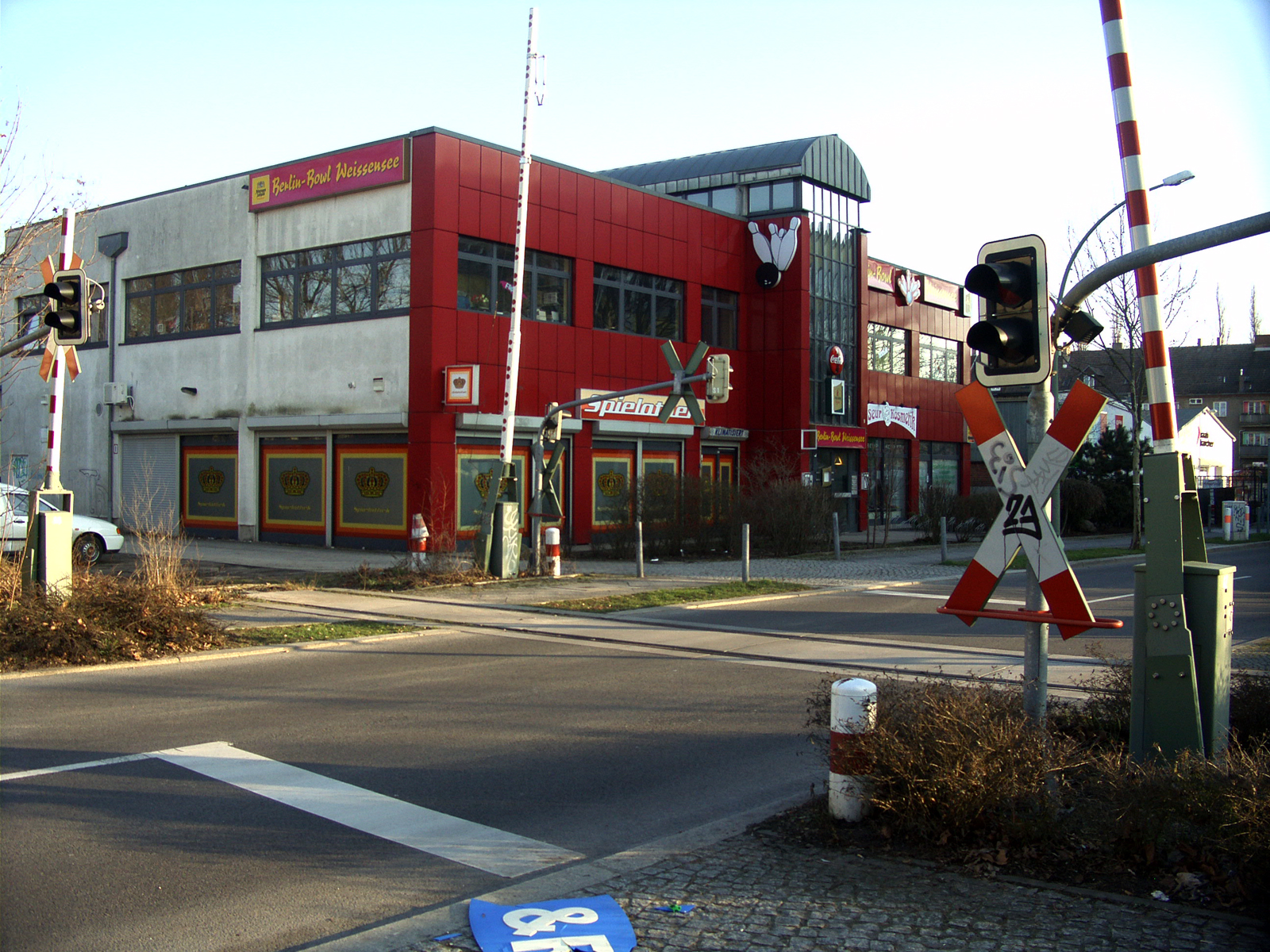
Bahnübergang An der Industriebahn: Beiderseits der Straße sind die Gleise demontiert

Mit Inbetriebnahme des neuen Wärmekraftwerkes am Rande des Märkischen Viertels wurden im Westteil Betonschwellen in Sandbettung verlegt und die Bahnübergänge modernisiert.
Mit Ausnahme der langen Kohlenzüge ins Märkische Viertel, die zwei- bis dreimal in der Woche verkehrten, fand sowohl in West- als auch Ost-Berlin nur noch spärlicher Güterverkehr statt. Es gab in den 1950er Jahren auf dem Güterbahnhof Berlin-Niederschönhausen sogar noch Reisegepäckabfertigung, 1965 wurde er geschlossen. Das nördliche Teil des Güterbahnhofs zwischen Wackenbergstraße und Buchholzer Straße wurde bis mindestens 1972 für Rangierarbeiten, zur Bedienung diverser Anschlussgleise genutzt. Nördlich der Buchholzer Straße befanden sich die Firmen Präzisionsschmiede Berlin und TRO Transformatorenwerk Oberspree Betriebsteil Niederschönhausen, die auch eine eigene Rangierlok (Kleinlokomotive Kö oder V 15 (Baureihe 101)), untergestellt im betriebseigenen Lokschuppen, hatte. Zwischen der Buchholzer Straße und der Wackenbergstraße befand sich östlich ein Gleisanschluss zu einem Kasernengelände der kasernierten Volkspolizei und später der Grenztruppen der DDR und westlich ein Gleisanschluss zu einem Holzgroßhandel, welcher auch mehrere Drehscheiben auf dem Betriebsgelände besaß. Südlich der Wackenbergstraße wurde ein Stückgutlager bedient. Die Rangierarbeiten wurden vorrangig durch die V 60 (heutige Baureihe 346) durchgeführt. Die mehrgleisigen Bahnübergänge der Buchholzer Straße und der Wackenbergstraße waren unbeschrankt. Der noch weiter südlich befindliche Teil des Niederschönhauser Gleises, südlich der Blankenburger Straße, wurde vor 1965 demontiert.

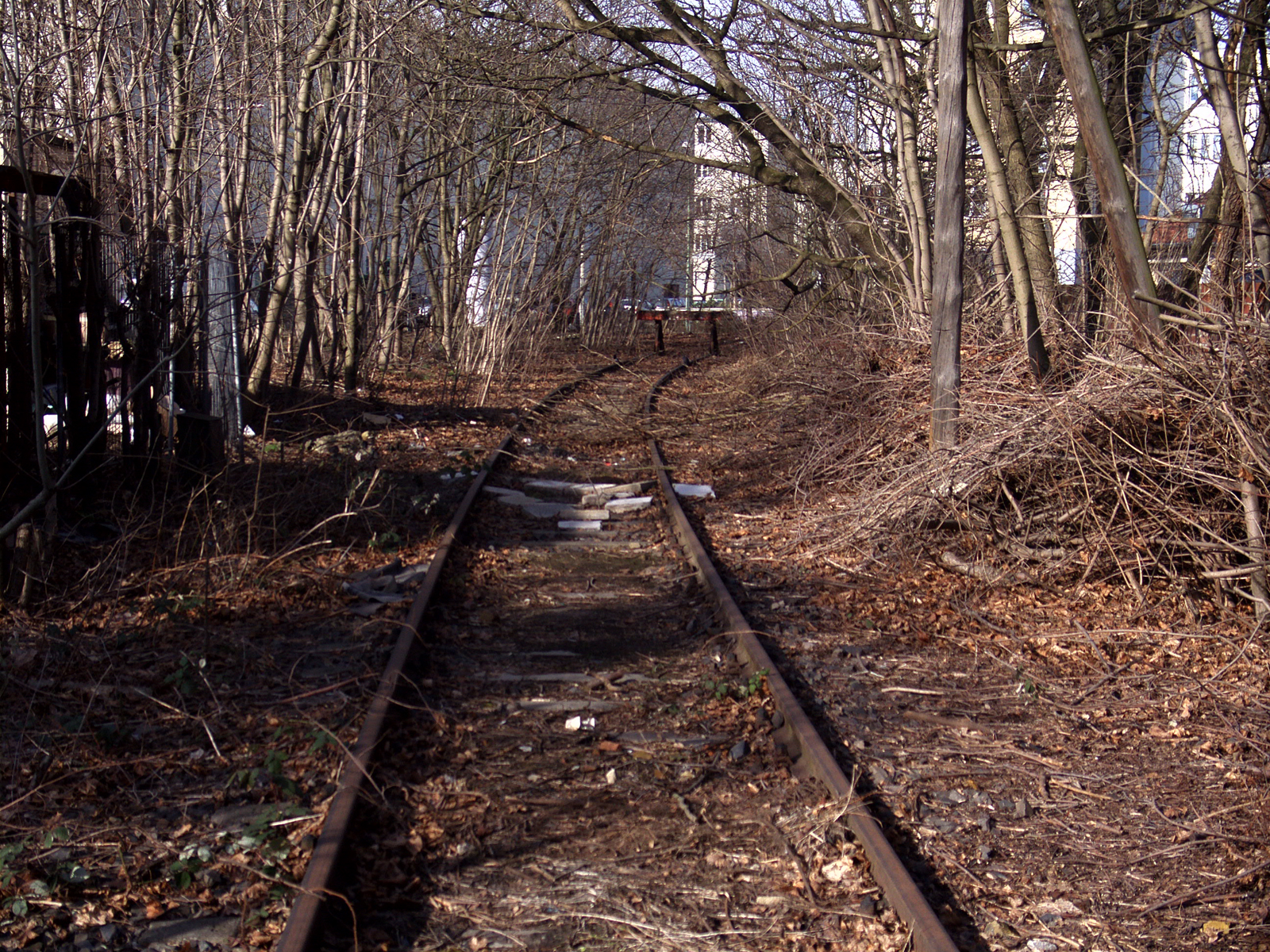
Ausziehgleis der Industriebahn am Güterbahnhof Hohenschönhausen

Der Güterverkehr wurde schrittweise reduziert und die Strecke daraufhin etappenweise abgetragen. Zum 1. Januar 1973 wurden die Streckenabschnitte Weißensee–Hohenschönhausen und Buchholz–Niederschönhausen stillgelegt. In den 1980er Jahren war noch der Anschlussverkehr zur Stettiner Bahn bei Blankenburg von Weißensee und Heinersdorf in Betrieb. Die Güterladestellen Wittenau und Lübars wurden bereits im Herbst 1980 stillgelegt.
Mitte der 1970er Jahre standen in Tegel umfangreiche Straßenbaumaßnahmen an, um den Konfliktpunkt Straße/Schiene zu entschärfen. Der stetig wachsende Individualverkehr zwang zu dieser Maßnahme. Aufgrund dieser Straßenbaumaßnahmen konnte der Bahnhof Tegel-Hafen nicht mehr über die Nordwestkurve von 1908 erreicht werden. Als Ersatz für den Wegfall dieser Verbindung erhielt die ITF eine neue Direktanbindung (Nordostkurve) an den Bahnhof Tegel, die am 14. Dezember 1978 in Betrieb ging. Als Ersatz für den aufgegebenen Güterbahnhof Tegel-Hafen erhielt die ITF im Oktober 1980 die Ortsladeanlage Tegel-Nord an der verlängerten Buddestraße. Sie wurde kaum genutzt. Heute befinden sich mehrere Discounter auf dem Gelände der ehemaligen Ortsladeanlage.
Nach der deutschen Wiedervereinigung wurden einzelne Sanierungsmaßnahmen durchgeführt. Zum 1. September 1998 war die Niederbarnimer Eisenbahn AG wieder alleiniger Eigentümer der Infrastruktur und den Betrieb führte DB Cargo.
In den 1990er Jahren waren zunächst noch der Anschluss vom Außenring nach Alt-Hohenschönhausen in Betrieb. Der westliche Teil von Tegel bis Quickborner Straße wurde für die Versorgung des Wärmekraftwerkes Märkisches Viertel genutzt, das noch bis 1994 mit Kohle versorgt wurde. Der letzte reguläre Gütertransport erfolgte 1997, 90 Jahre nach Eröffnung der Strecke.
Bis 1998 fanden auf dem westlichen Teil zwischen Bahnhof Tegel und Lübars noch einige Museums-Fahrten mit Dampfzügen der Berliner Eisenbahnfreunde statt. Die allerletzte Fahrt geschah im November 1998. Es wurde unter anderem ein Viertelzug der S-Bahn (275 701/2) zum ehemaligen Bahnhof Lübars überführt, um dort aufgestellt zu werden. Heute ist die Strecke bis auf Gleisreste an den Bahnübergängen Ziekowstraße, Rosentreterpromenade und Cyclopstraße und rund 300 Meter Gleis von der Quickborner Straße bis Lübars vollständig abgetragen.
Anfang März 2014 wurde der auf dem früheren Bahngelände am Tegeler Hafen stehende Fachwerk-Lokschuppen abgerissen. Mit Inbetriebnahme des Elektronischen Stellwerks Berlin-Tegel im Oktober 2021 wurde am dortigen Bahnhof der Anschluss der Industriebahn zurückgebaut.
Eine Reaktivierung der Strecke auf der gesamten Länge ist nicht mehr möglich, da die vorhandene Trasse mehrmals auf bebautes Gelände stößt. In Hohenschönhausen wären drei niveaugleiche Kreuzungen mit der Straßenbahn nötig, lediglich an der Rhinstraße ist eine Unterführung vorhanden. Nur einige kürzere Streckenabschnitte, die als letzte stillgelegt wurden, vor allem entlang der beiden Enden, könnten noch genutzt werden.